# Голдырева, Марина Андреевна
Марина Андреевна Голдырева (Рявкина) (род. 19 июня 1993 года) — российская баскетболистка, разыгрывающий.

## Карьера
В восьмилетнем возрасте начала заниматься баскетболом. В 13 лет получила приглашение в подмосковный «Спарта&К». В составе «Спарта&К-2» дважды (2013, 2014) становится победителем молодёжного первенства России. Дважды (2015, 2016) становилась серебряным призёром Кубка России.
В 2016 году перешла в новосибирское «Динамо». С 2017 по 2020 год выступала за «Енисей» (Красноярск). В 2020 году вернулась в «Динамо» (Новосибирск).С 2021 по 2022 год выступала за команду «Ника» Сыктывкар.
С сентября 2024 года выступает в составе команды «Динамо (Курск)».

## Сборная России
Привлекалась в молодёжные сборные U16, U17, U18, U20.

## Достижения
Приказом министра спорта № 108-нг от 3 августа 2015 года Марине присвоено спортивное звание мастер спорта России.

## Личная жизнь
23 июня 2016 года Марина вышла замуж за баскетболиста Глеба Голдырева.